# Maxime Verner
Pour les articles homonymes, voir Verner.
Maxime Verner, né le 11 septembre 1989 à Lyon, est un homme politique et un entrepreneur français. Il préside l'Association des Jeunes de France depuis 2009. 

## Biographie
Fils d'un chauffeur de taxi et d'une mère au foyer d'origine arménienne, il obtient un master en communication politique au CELSA à l'Université Paris-Sorbonne.
Peu après son inscription à 18 ans sur les listes électorales, Maxime Verner conduit une liste aux élections municipales et cantonales de 2008 à Bron et devient la plus jeune tête de liste présentée aux élections municipales. Sa liste, d'une moyenne d'âge de 23 ans, obtient 4 % des suffrages.
En créant en 2008 l'association « Candidat à 18 ans », il relance le débat, entamé en 1999, visant à abaisser l'âge d'éligibilité aux élections. Un projet de loi organique, adopté en 2e lecture par l'Assemblée nationale le 5 avril 2011, abaisse l'âge d'éligibilité à 18 ans à toutes les élections (sauf aux élections sénatoriales, où il passe de 30 à 24 ans).

Logotype utilisé dans le cadre de sa campagne de 2012.

La promulgation de cette loi, le 14 avril 2011, lui permet de se porter candidat à l'élection présidentielle française de 2012, se déclarant « porte-voix de la jeunesse ». Le 15 mars 2012, n'ayant réuni que 358 parrainages sur les 500 nécessaires, il annonce le retrait de sa candidature et décide, le 17 mars 2012, après avoir lancé un appel à tous les candidats, de soutenir le président sortant Nicolas Sarkozy qui reprend par la suite ses propositions de réforme du permis de conduire,, soutien qu'il regrette publiquement par la suite.
Le 21 avril 2015, il est l'un des premiers à se déclarer candidat à l'élection présidentielle française de 2017. Il décide de passer par le processus de LaPrimaire.org et fait partie des 16 candidats qualifiés après avoir réussi à réunir plus de 500 soutiens. Il décide néanmoins de ne pas participer à l'ensemble du processus de sélection et reprend sa liberté début octobre, avant d'annoncer le 2 février 2017 le retrait de sa candidature, et en appelle à l'abstention,.

## Publications
- Jeunes de tous les âges, unissons-nous, 89 propositions pour 2012, Paris, Max Milo Éditions, 9 juin 2011, 220 p. (ISBN 978-2-315-00283-2)